# Bradynobaenidae
Bradynobaenidae zijn een familie binnen de orde der vliesvleugeligen (Hymenoptera). 

## Taxonomie
De volgende taxa worden bij de familie ingedeeld:
- Onderfamilie Apterogyninae
  - Geslacht Apterogyna
  - Geslacht Gynecaptera
  - Geslacht Macroocula Panfilov, 1954
- Onderfamilie Bradynobaeninae
  - Geslacht Bradynobaenus